# Gig
Gig (lidijsko 𐤨𐤰𐤨𐤠𐤮, latinizirano: Kukas akadsko 𒁹𒄖𒊌𒄖, 𒁹𒄖𒄖, latinizirano: Gugu starogrško Γύγης, latinizirano: Gigēs, latinsko Gygēs) je bil kralj Lidije, ki je vladal od okoli 680 do 644 pr. n. št. * ni znano, † 644 pr. n. št.
Bil je ustanovitelj Mermnadske dinastije lidijskih krajev in prvi znani kralj Lidijskega kraljestva, ki je kraljestvo poskušal pretvoriti v močno cesarstvo. Po Herodotu je vladal 38 let.

## Življenje, vladanje in smrt
O Gigovem življenju pred prihodom na ooblast je znana edino trditev grškega zgodovinarja Herodota, da je bil sin nekega Daskila.

### Vzpon na oblast
Razpoložljivi zgodovinski dokazi kažejo, da je Gig postal kralj Lidije s strmoglavljenjem svojega predhodnika, kralja Kandavla iz Heraklidske dinastije. Gigu je v državnem udaru pomagal karijski knez Arsel, kar kaže, da je imel Gig dobre odnose s karijskimi aristokrati. Gigov vzpon na oblast se je zgodil v obdobju nemirov po vdoru Kimercev, ki so okoli leta 675 pr. n. št. uničili prejšnjo veliko anatolsko silo Frigijo.
Legitimnost Gigovega kraljevanja je kmalu po njegovem prihodu na oblast potrdilo Apolonovo preročišče v Delfih. Gig se je preročišču zahvalil z razkošnim darilom v srebru in zlatu.  Gigova darila so bila v Delfih še v Herodotovem času. Med najdragocenejšimi je bilo šest skrinj iz zlata, ki so skupaj tehtale trideset talentov.

### Vojne z Jonci
Gig  je izkoristil vakuum moči, ki so ga ustvarili vdori Kimercev. Da bi utrdil svoje kraljestvo,  je takoj po prihodu na oblast napadel jonska grška mesta Milet, Smirno in Kolofon.
Mileta ni mogel osvojiti in je z njim sklenil mir, s katerim mu je podelil privilegij, da lahko kolonizira obalna območja Anatolije pod lidijsko oblastjo.
Spodletel je tudi Gigov poskus osvojitve Smirne. Po teh dogodkih so se med Lidijo in Smirno vzpostavili mirni in prijateljski odnosi. Lidijci so iz pristanišča v Smirni izvažali svoje izdelke in uvažali žito, lidijski obrtniki pa so delali v smirenskih delavnicah. Tesne vezi med Smirno in Lidijo so se končale okoli leta 600 pr. n. št., ko jo je osvojil Gigov pravnuk Aliat  II.
Gigov napad na Kolofon je bil uspešnejši, vendar je uspel zasesti samo spodnje mesto. Kolofon je kmalu ponovno pridobil svojo neodvisnost in ostal neodvisen, dokler ga ni osvojil Aliat.

### Zavezništvo s Karijci
Na jugu je Gig še naprej vzdrževal zavezništva z dinasti različnih karijskih  mestnih držav. Lidijci so s Karijci in Mizijci vzdrževali tudi kulturne vezi in si z njimi delili svetišča boga Zevsa in verjeli, da so ta tri ljudstva potomci treh bratov.
Gig je vzpostavil dobre odnose z vodilnim eolskim grškim mestom Kima, ki je imelo prijateljske odnose z Lidijo že med prejšnjo Heraklidsko  dinastijo, in Efezom,  katerega tiran Melas starejši se je poročil z eno od Gigovih hčera. Prijateljske vezi z Efezom je obnovil Gigov sin Ardis s poroko svoje hčerke Lide z Melasovim vnukom Miletom. Gigov pravnuk Aliat je eno od svojih hčera poročil z efeškim tiranom Melasom mlajšim. Prijateljski odnosi med Lidijo in Efezom so se nadaljevali, dokler jih ni prekinil Gigov pra-pravnuk Krez.

### Vojne s Kimerci
Leta 665 pr.  n. št. se je Gig soočil z vojno s Kimerci.  Po novoasirskih zapisih se je Gigu približno takrat v sanjah prikazal asirski bog Ašur in mu rekel, naj poišče pomoč pri Asurbanipalu in mu pošlje poklon. Gig je na asirski dvor v Ninive poslal svoje diplomate z darili, vendar brez davka, ker ni želel postati asirski vazal. Kmalu zatem je brez asirske pomoči premagal kimerske osvajalce  in ujete kimerske vojake poslal  v Ninive kot diplomatsko darilo.

### Osvajanja
Potem ko je odbil Kimerce in vzpostavil dobre odnose z eolskim grškim mestom Kime, je izkoristil vakuum oblasti po uničenju Frigijskega kraljestva in brez večjega odpora osvojil Troado v zahodni Anatoliji. V Troado je začel naseljevati Lidijce. Troja je pod lidijsko oblastjo postala lokalno upravno središče, iz katerega so Lidijci izvajali svojo oblast nad celotno egejsko obalo Troade in Helesponta, kjer so bila mesta Ahileon, Abidos  in Neandreja. Poleg tega so izkoriščali rudnike zlata v Astiri. Južni del Troade, kjer so bila mesta  Gargara, Antandrus, Asos in Lamponeja,  je bil pod upravo iz Adrimetija. V skladu z monopolom ustanavljanja kolonij na ozemljih, ki so jim vladali Lidijci, so grški kolinisti iz Mileta ustanovili kolonijo Abidos.

### Pošiljanje plačancev v Egipt
Gigova obsežna zavezništva s karijskimi dinasti so mu omogočila, da je zaposlil karijske in jonske grške vojake in jih poslal na pomoč  egipčanskemu kralju Psametiku I. iz Saisa, s katerim je vzpostavil stike okoli leta 662 pr. n. št. Psametik I. je s pomočjo te vojske združil Egipt pod svojo vladavino. Pred tem je odstranil enajst drugih kraljev, s katerimi je sovladal Spodnjemu Egiptu po Asarhadonovih in Asurbanipalovih vdorih.
Gigova vojaška podpora Psametiku I. ni bila usmerjena proti Asiriji in v asirskih zapisih ni omenjena kot sovražna do Asirije, ker je bila Psametikova borba oblast usmerjena izključno proti lokalnim vladarjem in ne proti Asiriji. Gigova pomoč je trajala do leta 658 pr. n. št., ko se je Gig soočil z bližajočo se kimersko invazijo. Kimerci so ponovno vdrli v Lidijo leta 657 pr. n. št. O tem napadu je znano samo to, da ga je Gig preživel. V zapisih asirskih preročišč je omenjen kot  "slabo znamenje" za "zahodne dežele", to je za Lidijo.

### Smrt
Leta 644 pr. n. št. se je Lidija soočila s tretjim napadom Kimercev, ki jih je vodil njihov kralj Dugdami. Tokrat so Kimerci porazili Lidijce, izropali Sarde in Giga ubili. Asirski zapisi so za Gigov poraz in smrt krivili njegovo odločitev, da bo deloval neodvisno od Asirije in da je poslal svoje vojake v Egipt in prekinil diplomatske stike z Asirijo, kar so Asirci razumeli kot arogantno dejanje. Giga je nasledil njegov sin Ardis, ki je obnovil diplomatsko dejavnost z Asirijo in se prav tako  soočal s Kimerci.

### Zapuščina
Gigovo ime je pozneje na kovancih omenil njegov pravnuk Aliat II. Njegovo ime je zapisano kot  Kukalim (𐤨𐤰𐤨𐤠𐤩𐤦𐤪), kar pomeni "sem iz Kukasa". Na nekaterih kovancih je na eni strani napis 𐤥𐤠𐤩𐤥𐤤𐤯, Valvet, ki je okrajšava Aliatovega  lidijskega imena Aljates (𐤥𐤠𐤩𐤥𐤤𐤯𐤤𐤮, Valvetes), na drugi strani pa napis Kukalim. Napisa kot celota pomenita "Jaz sem sin/potomec Kukasa", s čimer je Aliat razglasil svojo pripadnost Gigovi dinastiji.